# La Tour d’Auvergne

Stammwappen La Tour

Das Haus La Tour d'Auvergne war eine der angesehensten Adelsfamilien Frankreichs. Der bekannteste Angehörige der La Tour d’Auvergne ist der französische Generalmarschall Henri de La Tour d’Auvergne, vicomte de Turenne.
Außer der Vizegrafschaft Turenne gehörten der Familie die Grafschaften Auvergne und Boulogne, vor allem aber durch die 1591 erfolgte Verheiratung mit der Erbin Charlotte de La Marck (1574–1594) das Herzogtum Bouillon und das Fürstentum Sedan; aufgrund dieser beiden Besitzungen aus dem deutsch-französischen Grenzraum, die beide souveräne Staaten waren, hatten die La Tour d’Auvergne seit Henri de La Tour d’Auvergne, duc de Bouillon (1555–1623), den Status eines Prince étranger und rangierten damit in der Hierarchie des französischen Adels unter den ersten nach dem König.
Die Kinder der französischen Königin Caterina de’ Medici (1519–1589), darunter vier Könige und eine Königin von Frankreich, waren Enkelkinder von Madeleine de La Tour d’Auvergne, wodurch Königshaus und das Haus La Tour d’Auvergne zu jener Zeit relativ nah miteinander verwandt waren.

## Herkunft
Beim Haus La Tour d’Auvergne handelt es sich ursprünglich um die Familie der Herren von La Tour im heutigen Département Puy-de-Dôme in der Auvergne, die mit Bertrand I., Seigneur de la Tour, um 1206 erstmals auftritt. Dessen Urenkel Bertrand II. heiratete 1275 die Erbin der Herrschaft Olliergues, woraufhin die Familie sich in der nächsten Generation in zwei Linien teilte: eine ältere, die im Besitz von La Tour blieb, und eine jüngere, die den erheirateten Besitz erbte.

## Die Grafen von Auvergne und Boulogne
Wiederum durch eine Ehe (der Ehevertrag wurde 1389 geschlossen) gelangten die La Tour in den Besitz der Grafschaften Auvergne und Boulogne, die sie Anfang des 16. Jahrhunderts jedoch mangels männlicher Erben an die Medici verloren, als Madeleine, comtesse d’Auvergne, 1518 Lorenzo di Piero de’ Medici heiratete, im Kindbett starb, als sie die spätere Königin von Frankreich, Caterina de’ Medici, gebar.

## Die Vizegrafen von Turenne
Noch erfolgreicher als die ältere Linie war die jüngere. 1444 bekam Agne IV. de La Tour die Erlaubnis, Anne de Beaufort zu heiraten, die Erbtochter von Pierre, Comte de Beaufort-en-Anjou und Vicomte de Turenne (siehe Haus Rogier de Beaufort); mit deren Sohn François I. († nach 1493) beginnt die Linie der Vicomtes de Turenne aus dem Haus La Tour.
Henri de la Tour, Vicomte de Turenne (ein Enkel des Connétable Anne de Montmorency und selbst Marschall von Frankreich) heiratete 1591 Charlotte de La Marck, Tochter des Henri I. Robert de La Marck (1539–1574) aus dem Haus Mark, Herzog von Bouillon und Fürst von Sedan und der Françoise de Bourbon. Charlotte war seit 1588 souveräne Herzogin von Bouillon und Fürstin von Sedan, nach ihrem Tod im Kindbett nach der Geburt des ersten Kindes 1594 (ein Sohn, der noch am Tag der Geburt starb) gingen beide Titel auf ihren Mann über, die er dann an seine Nachkommen aus seiner zweiten Ehe (mit einer Tochter Wilhelms des Schweigers von Oranien) vererben konnte. Sein älterer Sohn aus dieser zweiten Ehe war Frédéric-Maurice de La Tour d’Auvergne (1605–1652), der jüngere der spätere Generalmarschall Henri de La Tour d’Auvergne, vicomte de Turenne (1611–1675). Die Nachkommen des Herzogs Frédéric Maurice hielten Bouillon und Sedan bis zur Französischen Revolution, sie starben 1802 mit Jacques Léopold de La Tour d’Auvergne aus. Die Titel Prince de La Tour d’Auvergne und Duc de Bouillon gingen danach auf eine von den Vizegrafen von Turenne abstammende Seitenlinie, die de La Tour d’Auvergne d’Apchier über, die 1896 ebenfalls ausstarben.

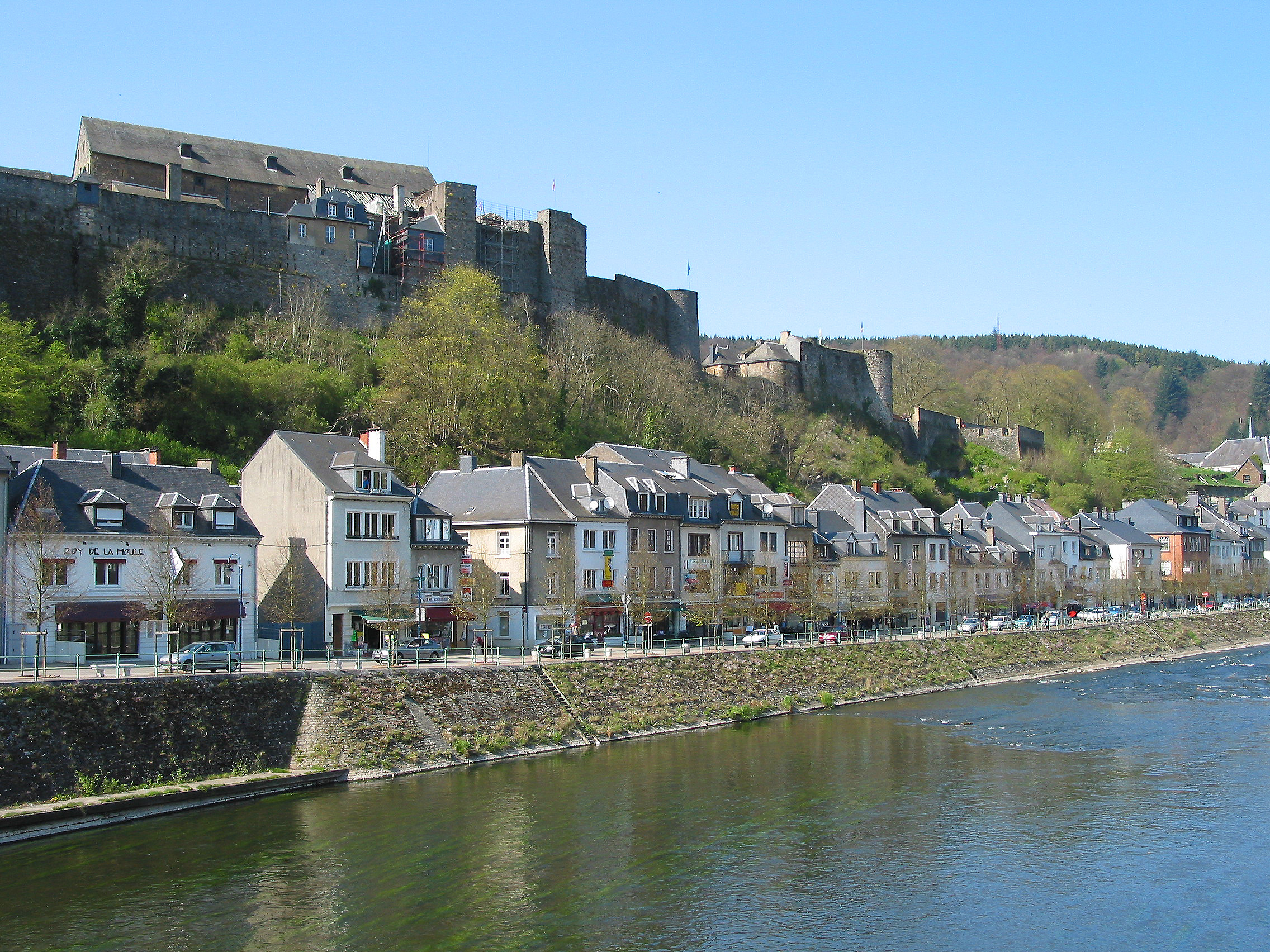
Bouillon (Belgien)
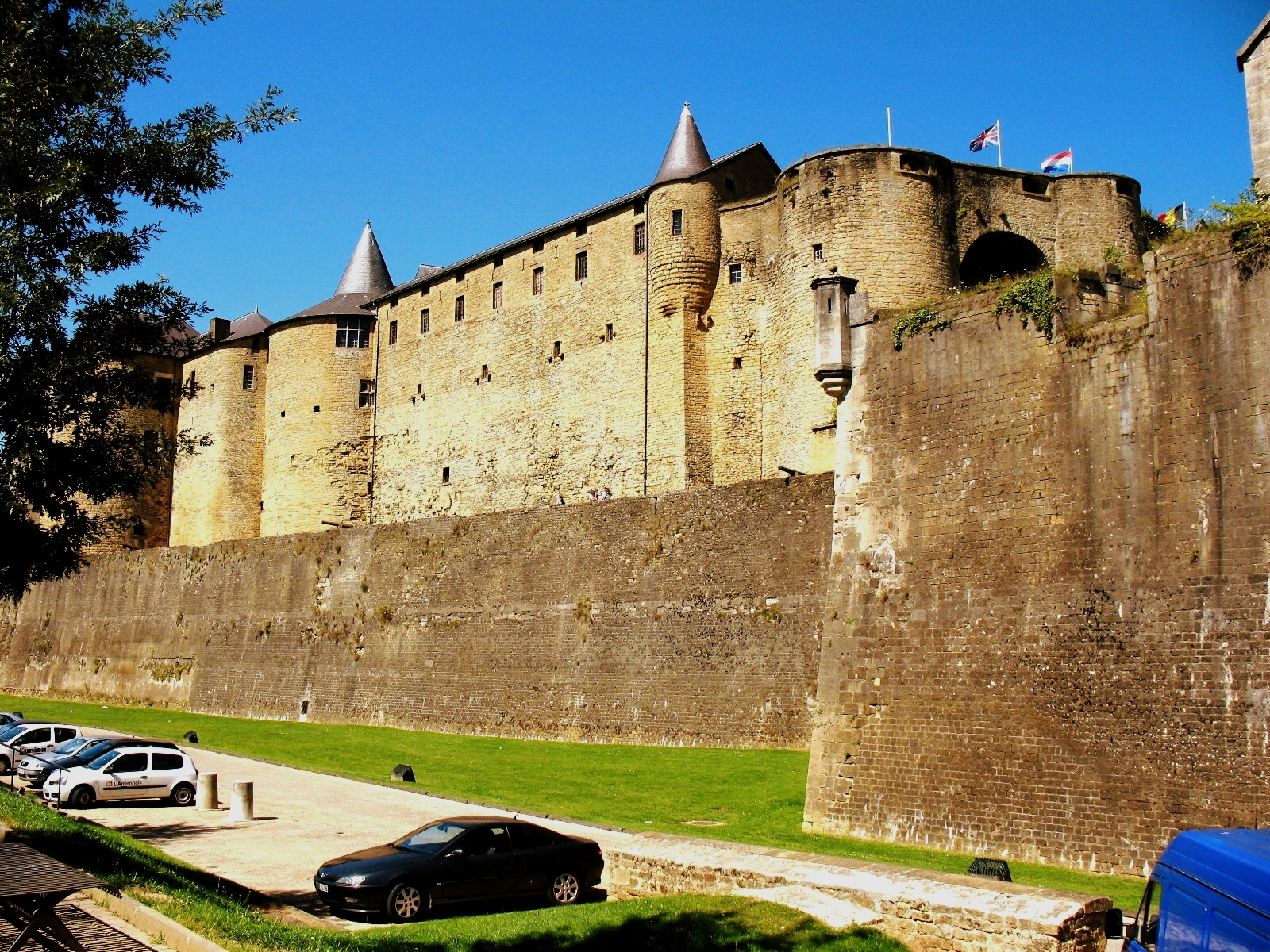
Burg Sedan
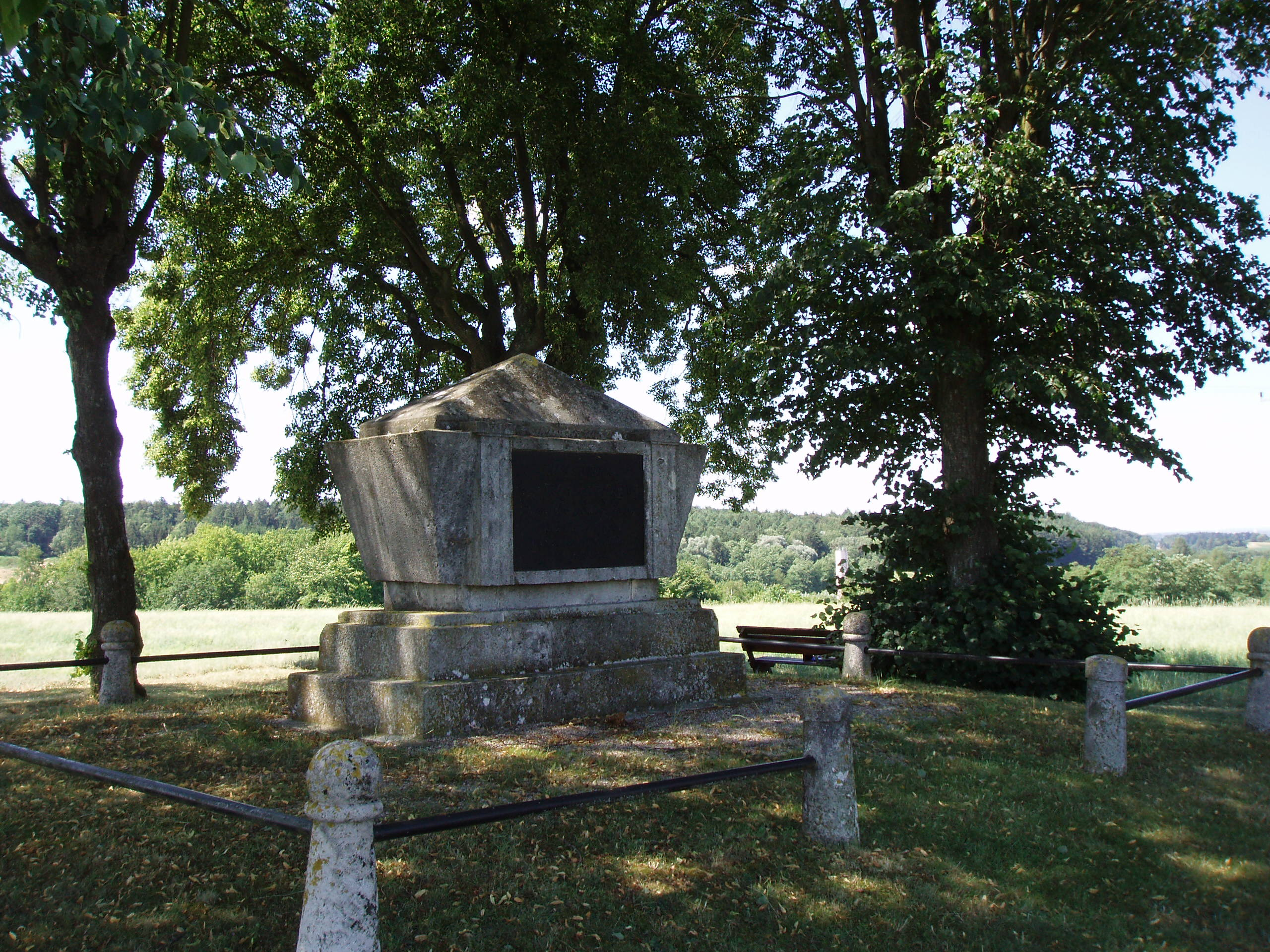
Latour-Denkmal bei Oberhausen

## Persönlichkeiten
- Emmanuel Théodose de La Tour d’Auvergne (1643–1715), Kardinal
- Henri Oswald de La Tour d’Auvergne (1671–1747), Erzbischof von Vienne und Kardinal
- Théophile Malo Corret de la Tour d’Auvergne (1743–1800), Hauptmann – seit 27. April 1800 „Erster Grenadier der Armee der Republik“
- Madeleine de La Tour d’Auvergne (1495–1519), Ehefrau von Lorenzo di Piero de’ Medici und Mutter der französischen Königin Caterina de’ Medici
- Maria Henriette de La Tour d’Auvergne (1708–1728), seit 1710 Markgräfin von Bergen op Zoom, seit 1722 Ehefrau des Prinzen Johann Christian Joseph von Pfalz-Sulzbach (1700–1733), Mutter des Kurfürsten Karl Theodor von Pfalz und Bayern
- Marie Louise de La Tour d’Auvergne (1725–1781), französische Adelige
- Henri-Godefroy de La Tour d’Auvergne (1823–1871), französischer Politiker und Diplomat
- Marie de La Tour d’Auvergne (1601–1665), französische Adlige

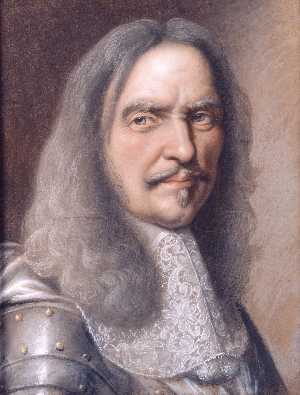
Marschall Henri de La Tour d’Auvergne, vicomte de Turenne (1611–1675)
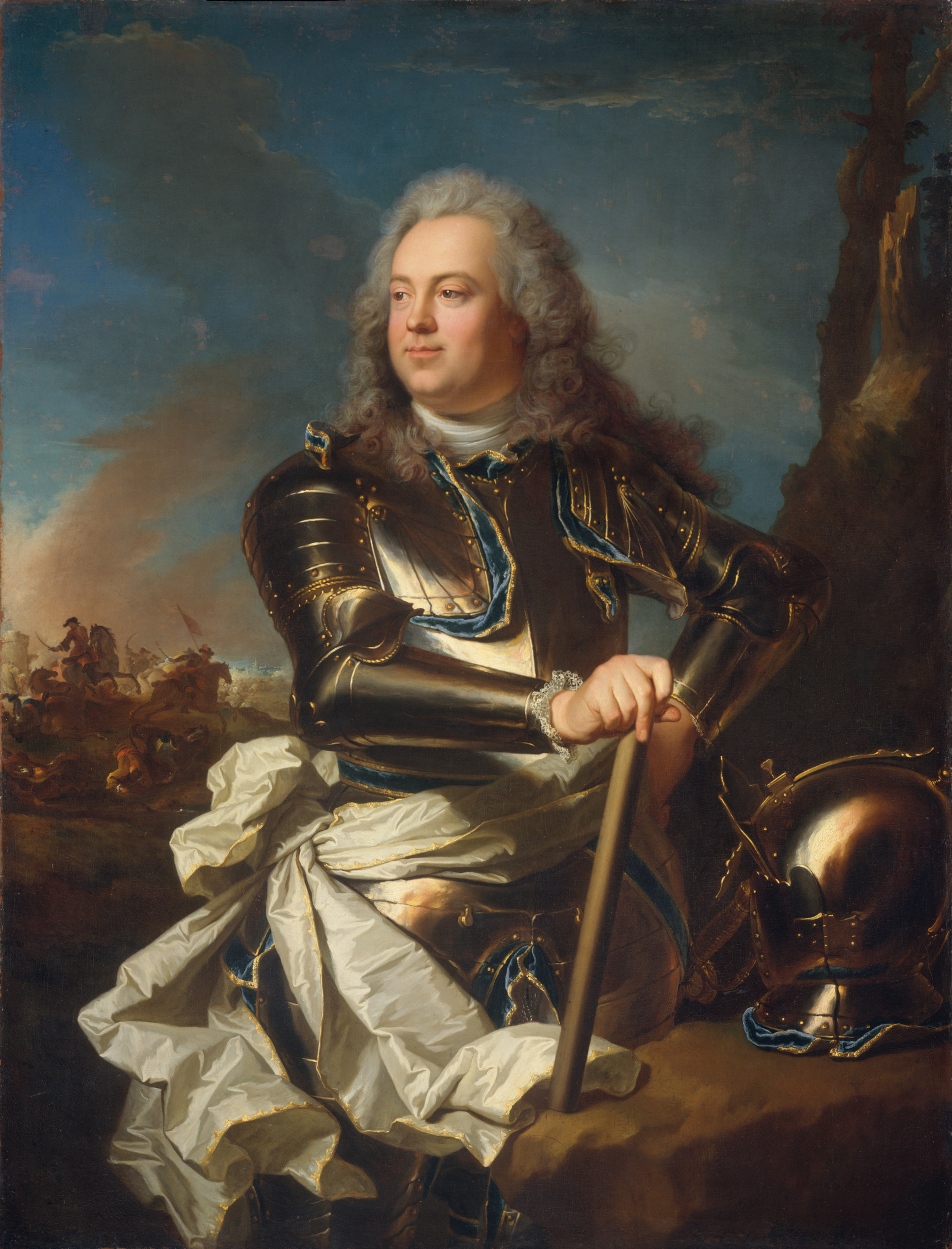
Marschall Louis Henri de La Tour d’Auvergne, comte d’Evreux (1679-1753)
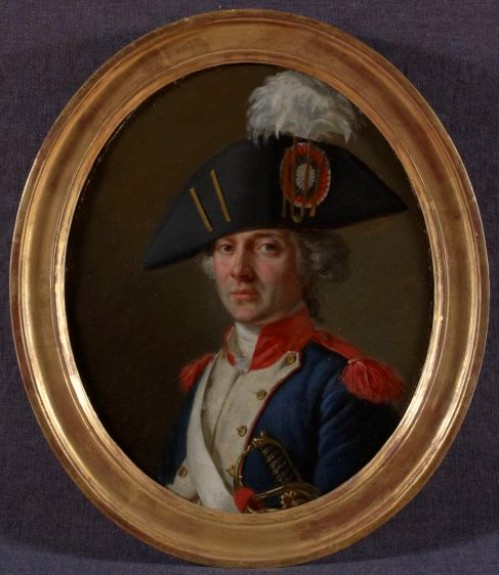
Théophile Malo Corret de La Tour d’Auvergne, premier grenadier de la Republique (1743–1800)

## Weitere Linien bzw. Familien
Ein weiterer bedeutender Abkömmling der Familie ist Théophile Malo Corret de la Tour d’Auvergne (1743–1800), der Enkel eines unehelichen Sohnes des ersten Herzogs von Bouillon aus dem Haus La Tour, der im Pariser Panthéon bestattete „premier grénadier de France“. Sein Herz jedoch liegt im Invalidendom. Gestorben ist er während einer Schlacht 1800 bei Oberhausen in Bayern, wo heute das La Tour-Denkmal an dessen Tod erinnert. Die 289 Quadratmeter Fläche sind bis heute im Eigentum des französischen Staates.
Während 1802, nach dem Tod des letzten Herzogs von Bouillon, die Seitenlinie de La Tour d’Auvergne d’Apchier, den Titel Prince de La Tour d’Auvergne und Duc de Bouillon beanspruchte, die jedoch 1896 ausstarb, berühmte sich noch eine weitere Familie einer Abstammung von den Fürsten und Herzögen. Marcel Proust spielt hierauf mehrfach in seiner Recherche an, indem der die Figur der Marquise de Villeparisis als „de la célèbre famille de Bouillon“ kennzeichnet.

### Die de La Tour d’Auvergne-Lauraguais
Eine alte Familie des Languedoc, die sich auf Guillaume de La Tour, Seigneur de Lauzeville, zurückführt, der zwischen 1329 und 1363 mehrfach Capitoul (hoher Magistrat) in Toulouse war, erhielt 1778 von Ludwig XVI. eine Adelsanerkennung unter dem Namen de La Tour de La Roche, später de La Tour de Saint Paulet. In der Zeit des Konsulats Napoleons behauptete Melchior Philippe Bernard de La Tour de Saint-Paulet (1794-1849) eine Abstammung von den de La Tour d'Auvergne, als angeblich nächstverwandte Linie der Herzöge von Bouillon, die 1802 mit Jacques Léopold de La Tour d’Auvergne ausgestorben waren. Napoleon ernannte ihn zum Baron de l’Empire, später zum Marquis de Saint-Paulet. Am 3. August 1814, unter der soeben restaurierten Herrschaft von Ludwig XVIII., wandelte er seinen Namen zu de La Tour d'Auvergne. Am 21. Mai 1821 änderte er seinen Namen erneut in de La Tour d'Auvergne-Lauraguais, weil seine Familie einst den Namenszusatz du (nicht de) Lauragais geführt hatte. Sein Sohn Henri-Godefroy de La Tour d’Auvergne (1823–1871), seit dem Tode seines Vaters 1849 Baron de l’Empire, Marquis de Saint-Paulet, war Botschafter Frankreichs beim Heiligen Stuhl (1862), dann in London. Er erhielt 1859 von Papst Pius IX. den Titel eines Fürsten, mit französischer Anerkennung von 1869. Heutiger Chef dieses Hauses ist Alexandre Charles Prince de La Tour d’Auvergne-Lauraguais, Marquis de La Tour-Lauraguais, 7. princeps romanus (* Buenos Aires 1941).

## Stammliste (Auszug)

### Die Herren von La Tour (13. Jahrhundert)
1. NN
  1. Bertrand I., 1206/12 bezeugt, Seigneur de La Tour; ⚭ Judith de Mercoeur, † 1208
    1. Bernard I., 1222 bezeugt, † 1253, Seigneur de La Tour, Ritter; ⚭ Jeanne
      1. Bernard II., 1253 bezeugt, † 1276; ⚭ Yolande, † vor 1276
        1. Bertrand II., 1271 minderjährig, † 1296, 1282 Seigneur de Murat-le-Quaire et de Vendes; ⚭ 1275 Béatrix d’Olliergues, † nach 1298, Tochter von Agne d’Olliergues und Alix de Breuil
          1. Bernard III., † 1325, Seigneur de La Tour; ⚭ 1295 Béatrix de Rodez, Tochter von Henri II., Comte de Rodez (Haus Millau), und Mascaronne de Comminges (Haus Comminges) – Nachkommen: die Herren von La Tour (14. Jahrhundert), siehe unten
          2. Bertrand I., † 1329, Seigneur d’Olliergues, 1286 Seigneur de La Roche, de Ravel, de Chastres, de Saint-Donat et de Bagnols; ⚭ 1314 Marguerite Aycelin, † 1332, Tochter von Gilles Aycelin, Seigneur de Montagu-en-Auvergne, und Blanche de Chasteau – Nachkommen: die Herren von Olliergues, siehe unten
          3. Guillaume, testiert 1315, Domherr zu Reims, Clermont und Brioude
          4. Agne, † 1331, Prior zu Crépy-en-Valois

        2. Dauphine, testiert 1323; ⚭ 1298 Guigues, Seigneur de Roche-en-Régnier
        3. Gaillarde, 1271 bezeugt; ⚭ Pierre Maurice de Roche-Savine et de Saint-Bonnet
        4. Dauphine, 1271 bezeugt, testiert 1299; ⚭ (1) Raymond d’Aubusson; ⚭ (2) 1280 Aimery II., Sire de La Rochefoucauld, † 1297 (Haus La Rochefoucauld)

      2. Bertrand, testiert 1280, 1256 Kanoniker zu Brioude
      3. Dauphine, 1236/99 bezeugt; ⚭ Ebles VI., Vicomte de Ventadour, † 1275 (Haus Comborn)
      4. Gaillarde, 1270 bezeugt; ⚭ Pierre, Vicomte de Murat
      5. Marguerite, † vor 1270; ⚭ Gérard de Rochefort

    2. Bertrand, 1242 bezeugt, Ritter

  2. Guillaume, testiert März 1246, Domkantor und Propst zu Brioude

### Die Herren von La Tour (14. Jahrhundert)
1. Bernard III., † 1325, Seigneur de La Tour; ⚭ 1295 Béatrix de Rodez, Tochter von Henri II., Comte de Rodez (Haus Millau), und Mascaronne de Comminges (Haus Comminges) – Vorfahren siehe oben
  1. Gaillarde, † vor 1351; ⚭ 1307 Guy Compteur, Seigneur d’Apchon
  2. Dauphine, * 1301; ⚭ 1315 Astorg d’Aurillac
  3. Bertrand III., * 1303, † nach 1368; ⚭ 1320 Isabelle de Lévis, † 1361, Tochter von Jean I., Seigneur de Mirepoix, und Constance de Foix (Haus Lévis)
    1. Guillaume, † 1343, Seigneur de La Tour; ⚭ 1342 Helix Roger de Beaufort, Tochter von Guillaume II. Roger de Beaufort (Haus Rogier de Beaufort) und Marie de Chambon, heiratete in zweiter Ehe Aymar V. de Poitiers, Comte de Valentinois (Haus Poitiers-Valentinois)
    2. Guy, † 1375, Seigneur de La Tour; ⚭ Marthe Roger de Beaufort, 1353/1435 bezeugt, Tochter von Guillaume II. Roger de Beaufort (Haus Rogier de Beaufort) und Marie de Chambon
      1. Bertrand IV., 1375 bezeugt, † 1423; ⚭ Marie de Montgascon, Comtesse d’Auvergne et de Boulogne, † 1437, Tochter von Godefroi d’Auvergne, genannt de Boulogne, Seigneur de Montgascon (Haus Auvergne) – Nachkommen: die Grafen von Auvergne, siehe unten
      2. Guyot, 1395 bezeugt, † 1411, Dompropst zu Clermont
      3. Louise, † 1403; ⚭ Ponce, Seigneur de Montlaur, † 1393
      4. Tochtrer, † vor 1375
      5. Henri, 1368 Kanoniker in Amiens

    3. Jean, † 1374, OSB, Prior zu Brou-en-Bresse, Abt von Saint-Benoît-sur-Loire, 1371 Kardinal, 1373 Domkantor von Lyon
    4. Bertrand, † 1382, 1353 Bischof von Toul, 1361 Bischof von Le Puy
    5. Bernard, † 1394, Benediktiner, Abt von Tournus, französischer Geheimrat, 1374 Bischof von Langres, Pair de France
    6. Henri, † 1415, Domherr zu Clermont, 1368/75 Archidiakon zu Paris, 1376/1415 Bischof von Clermont, 1392 Elekt von Le Puy
    7. Isabeau; ⚭ (1) 1354 Amé Dauphin d’Auvergne, Seigneur de Rochefort (Haus Auvergne); ⚭ (2) Guibaud de Mello, 1388 bezeugt
    8. Constance, † 1392; ⚭ (1) 1339 Louis de Brosse, Seigneur de Sainte-Sévère et de Boussac (Haus Brosse); ⚭ (2) Philibert de l’Espinasse, Seigneur de Clayette
    9. Marguerite, † vor 1384; ⚭ Guy IV. Dalmas, Baron de Cousan, † nach 1407

  4. Mascaronne, * 1304, † nach 1328; ⚭ Gilles Aycelin, Seigneur de Montagu
  5. Bernard, 1321 bezeugt, † 1361 an der Pest, 1329 Kanoniker in Clermont und Beauvais, Kardinaldiakon

### Die Grafen von Auvergne
1. Bertrand IV., 1375 bezeugt, † 1423; ⚭ Marie de Montgascon, Comtesse d’Auvergne et de Boulogne, † 1437, Tochter von Godefroi d’Auvergne, genannt de Boulogne, Seigneur de Montgascon
  1. Bertrand V., † 1461, Seigneur de La Tour, Comte d’Auvergne et de Boulogne, Seigneur de Montgascon; ⚭ 1416 Jacquette du Peschin, † 1473, Erbtochter von Louis du Peschin und Ysoul de Sully
    1. Bertrand VI., † 1494, Sire de La Tour, Comte d’Auvergne et de Boulogne (bis 1477) bzw. Lauragais (ab 1477); ⚭ 1444 Louise de La Trémoille, Dame de Boussac et de Saint-Just, † 1474, Tochter von Georges de La Trémoille, Sire de Sully et de Craon (Haus La Trémoille)
      1. Jean, * 1464, † 1501, 1494 Sire de La Tour, Comte d’Auvergne et de Lauragais; ⚭ Jeanne de Bourbon, † 1512, Tochter von Jean VIII. de Bourbon, comte de Vendôme (Bourbon-Vendôme), Witwe von Jean II. de Bourbon, Duc de Bourbon
        1. Anne, 1501 Comtesse d’Auvergne, † 1524; ⚭ 1505 John Stewart, 2. Duke of Albany, † 1536
        2. Madeleine, † 1519; ⚭ 1518 Lorenzo II. de Medici, Duca d’Urbino, † 1519 – die Eltern von Caterina de’ Medici
        3. Tochter, * 1501, † klein

      2. Françoise, † 1484, Dame de la Roche; ⚭ Gilbert de Chabannes, † vor 1493 (Haus Chabannes)
      3. Jeanne; ⚭ 1472 Aymar de Poitiers, Seigneur de Saint-Vallier, † nach 1510 (Haus Poitiers-Valentinois)
      4. Anne, † 1512; ⚭ (1) Alexander Stewart, 1. Duke of Albany, † 1485; ⚭ (2) 1487 Louis de Seyssel, Comte de la Chambre, † 1517
      5. Louise; † 1486 Claude de Blaisy, Vicomte d’Arnay
      6. (unehelich, Mutter unbekannt) Thibaut, † 1499, Abt von Bouschet, 1492 Bischof von Sisteron

    2. Godefroi I., † 1469, genannt de Boulogne, Seigneur de Montgascon; ⚭ 1460 Anne de Beaufort, Tochter von Louis de Beaufort, Marquis de Canillac, und Jeanne de Nory (Haus Rogier de Beaufort)
      1. Jean, † vor 1487, Seigneur de Montgascon; ⚭ 1484 Catherine de Polignac, Tochter von Guillaume Armand de Chalençon, Vicomte de Polignac (Haus Chalencon), sie heiratete in zweiter Ehe 1487 Pierre II., Seigneur d’Urfé, † 1508
      2. Godefroi II., † 1497, Baron de Montgascon; ⚭ Antoinette de Polignac, † 1535/37, Tochter von Guillaume Armand de Chalençon, Vicomte de Polignac (Haus Chalencon)
        1. Anne, † 1530, Dame de Montgascon, ⚭ (1) 1506 Charles de Bourbon, Comte de Roussillon, † 1510, Sohn von Louis de Bourbon, Comte de Roussillon en Dauphiné; ⚭ (2) 1511 Jean de Montmorency, Seigneur d’Écouen, † 1516 (Haus Montmorency); ⚭ (3) 1518 François II. de La Tour, Vicomte de Turenne, † 1532 (siehe unten)
        2. Suzanne, † wohl 1528; ⚭ 1509 Claude de Chalençon, Seigneur de Rochebaron, † 1530 (Haus Chalencon)

      3. Jeanne; ⚭ 1481 Jean de Foix, Vicomte de Carmain, Baron de Saint-Félix (Haus Comminges)
      4. Bertrand
      5. Jacqueline, Nonne in Blesse

    3. Gabrielle, † 1486; ⚭ 1443 Louis I. de Bourbon, comte de Montpensier, † 1486
    4. Isabelle, † 1488; ⚭ (1) 1455 Guillaume de Châtillon-Blois, genannt de Bretagne, † 1455 (Haus Châtillon); ⚭ (2) 1457 Arnaud Amanieu d’Albret, Seigneur d’Orval, † 1463 (Haus Albret)
    5. Louise, † 1469; ⚭ 1456 Jean V. de Créquy, Sire de Créquy, † 1474
    6. Blanche, 1472 Äbtissin von Custet

  2. Jeanne, † vor 1416; ⚭ 1409 Beraud III., Comte de Clermont, Dauphin d’Auvergne (Haus Auvergne)
  3. Isabelle; ⚭ Louis Armand de Chalençon, Vicomte de Polignac, 1452 bezeugt (Haus Chalencon)
  4. Louise, † 1471; ⚭ (1) 1431 Tristan de Clermont; ⚭ (2) Claude de Montaigu (Burgund-Capet), Seigneur de Couches, d’Époisses etc., † 1471 (Älteres Haus Burgund)

### Die Herren von Olliergues
1. Bertrand I., † 1329, Seigneur d’Olliergues, 1286 Seigneur de La Roche, de Ravel, de Chastres, de Saint-Donat et de Bagnols; ⚭ 1314 Marguerite Aycelin, † 1332, Tochter von Gilles Aycelin, Seigneur de Montagu-en-Auvergne, und Blanche de Chasteau - Vorfahren siehe oben
  1. Agne I., † 1354, Seigneur d’Olliergues, ⚭ Catherine de Narbonne, † 1390, Tochter von Amaury II., Seigneur de Talérant, und Naude de Clermont
    1. Jean, † 1369, Seigneur d’Olliergues; ⚭ Jourdaine de Bidage, † vor 1368, Tochter von Pons, Seigneur de Bidage, und Béatrix de Ceissac
      1. Jean, † vor 1365
      2. Gilles, † vor 1369
      3. Alguaye, † 1374/75

    2. Agne II., † 1404, Johanniterordensritter, dann Seigneur d’Olliergues; ⚭ Béatrix de Chalençon, † nach 1420, Tochter von Guillaume, Baron de Chalencon (Haus Chalencon)
      1. Louis, † vor 1404
      2. Agne III., † 1415, Seigneur d’Olliergues, Kammerherr von Jean de Valois, duc de Berry; ⚭ 1412 Aelips de Vendet, † nach 1431, Tochter von Guillaume, Seigneur de Vendet, heiratete in zweiter Ehe Louis II., Seigneur de Montboissier, und in dritter Ehe Henri de Langeac, Seigneur de Cussé, † nach 1431 – Nachkommen: die Vizegrafen von Turenne, siehe unten
        1. Antoinette posthuma, * 1415/16, † wohl 1450, Dame des Châtellenies de Bidage et de Ciourac; ⚭ (1) 1431 Jacques Aubert, Seigneur de Monteil, de Gelat etc.; ⚭ (2) um 1443 Jacques de Bourbon, Seigneur de Carency, † 1493/99 (Bourbon-Carency)

      3. Guillaume, † 1470, Seigneur d’Olliergues et de Murat, Bischof von Rhodos, Patriarch von Antiochien in p.i.
      4. Bertrand II., † 1450, 1417 Seigneur d’Olliergues; ⚭ (1) Marguerite de Beaufort, Tochter von Nicolas Roger de Beaufort, Seigneur de Limeuil, und Marguerite de Gallard, Dame de Limeuil-en-Périgord (Haus Rogier de Beaufort); ⚭ (2) 1439 Annette d’Apchon, † vor 1456, Tochter von Louis, Seigneur d’Apchon, Witwe von Guy, Seigneur de Pesteilh et de Fontange
        1. (1) Agne IV., † 1489, Seigneur d’Olliergues, 1444 Comte de Beaufort-en-Anjou, Vicomte de Turenne, französischer Rat und Kämmerer; ⚭ Anne de Beaufort, Erbtochter von Pierre, Comte de Beaufort, Vicomte de Turenne, Seigneur de Limeuil etc., und Blanche de Gimel (Haus Rogier de Beaufort)

      5. Jean, † vor 1417, Johanniterordensritter
      6. Pierre, 1404 bezeugt
      7. Catherine; ⚭ Jean de Talaru, Seigneur de Chalmazel, 1417 bezeugt
      8. Isabeau, † vor 1430; ⚭ Louis, Seigneur de Dienne
      9. Marguerite, Nonne, 1409 Priorin von Val Dieu en Auvergne
      10. Béatrix, Nonne in Val Dieu en Auvergne
      11. (unehelich, Mutter unbekannt) Pierre bâtard d’Olliergues, 1429 bezeugt

    3. Bertrand, † 1365, geistlich
    4. Alguaye, 1354/55 bezeugt

  2. Bertrand, † 1329
  3. Sohn, † 1318
  4. Gilles, † 1326
  5. Pierre, * 1327, 1348 bezeugt, OFM, Seigneur de Coutengheol et de Sivrac, Kanoniker in Lüttich
  6. Blanche, † 1327
  7. (unehelich, Mutter unbekannt) Guillot, 1336/50 bezeugt

### Die Vizegrafen von Turenne
1. Agne IV., † 1489, Seigneur d’Olliergues, 1444 Comte de Beaufort-en-Anjou, Vicomte de Turenne, französischer Rat und Kämmerer; ⚭ Anne de Beaufort, Erbtochter von Pierre, Comte de Beaufort, Vicomte de Turenne, Seigneur de Limeuil etc., und Blanche de Gimel (Haus Rogier de Beaufort) - Vorfahren siehe oben
  1. François I., † nach 1493, Vicomte de Turenne, 1489 Baron d’Olliergues, Seigneur de Limeuil, de Miramont, de Clarens etc.
  2. Gilles, Kanoniker in Rhodos, Prior von Saint-Géry, Abt von Vigeois
  3. Agnet, Seigneur de Servières, 1497 bezeugt
  4. Pantaléon, 1474/75 bezeugt, Seigneur de Limeuil, Rat und Kämmerer von René I. d’Anjou, Titularkönig von Sizilien
  5. Antoine der Ältere, * 1471, † 1527, Vicomte de Turenne, Seigneur d’Olliergues, 1501 Seigneur de La Tour; ⚭ Antoinette de Pons, † vor 1511, Tochter von Guy, Seigneur de Pons, und Jeanne de Châteauneuf
    1. François II., * 1497, † 1532, 1510 Vicomte de Turenne, Baron de Montgascon, d’Olliergues, de le Croc, de Boujols, de Fay et de Servissac, französischer Rat und Kämmerer, Gouverneur und Generalleutnant der Île-de-France; ⚭ (1) Catherine d’Amboise, Erbtochter von Guy d’Amboise, Seigneur de Ravel, und Françoise Dauphine (Haus Amboise); ⚭ (2) 1518 Anne de La Tour d’Auvergne, genannt Boulogne, † 1530, Tochter von Godefroi II. de La Tour d’Auvergne, genannt Boulogne, Baron de Montgascon, Witwe von Charles de Bourbon, Comte de Roussillon, † 1510 (Bastardlinie), und Jean de Montmorency, Seigneur d’Écouen, † 1516, siehe oben
      1. (2) François III. * 1526, † 1557, 1532 Vicomte de Turenne, Baron de Montgascon, d’Olliergues, de le Croc, de Boujols, de Fay et de Servissac, 1550 Seigneuer de La Chauvière, Gouverneur und Generalleutnant von Bresse und Bugey, Kapitän von Burgund; ⚭ Éléonore de Montmorency, † vor 1557, Tochter von Anne de Montmorency, Duc de Montmorency, Connétable von Frankreich (Haus Montmorency)
        1. Henri, * 1555, † 1623, 1557 Vicomte de Turenne, de Castillon, 1591 Vicomte de Lanquais, Comte de Montfort etc., 1594 souveräner 5. Herzog von Bouillon, 4, Fürst von Sedan, 1592 Marschall von Frankreich; ⚭ 1591 Charlotte de La Marck, * 1574, † 1594, 1588 4. Souveräne Herzogin von Bouillon, 3. Fürstin von Sedan, Comtesse de Braine et d’Albon, Tochter von Henri-Robert de La Marck, 2. souveräner Herzog von Bouillon, 1. Fürst von Sedan etc.; ⚭ (2) 1595 Elisabeth, Prinzessin von Nassau-Oranien, * 1577, † 1642, Tochter von Wilhelm I. der Schweiger, Graf von Nassau, Fürst von Oranien, Statthalter der Niederlande, und Charlotte de Bourbon-Montpensier – Nachkommen: die Herzöge von Bouillon, Albret und Château-Thierry, siehe unten
        2. Madeleine, * 1556, 1580 bezeugt; ⚭ Honorat I. de Savoie, Graf von Tenda und Sommariva, † 1572 (Haus Savoyen)

      2. Claude; ⚭ 1535 Just II., Seigneur de Tournon, Sohn von Just I. de Tournon und Jeanne de Vissac
      3. Anne, † 1532 vor dem Vater
      4. Antoinette; ⚭ François Le Roy, Seigneur de Chavigny, Comte de Clinchamp, † 1606
      5. Renée, † 1548, 1535 Nonne in Saint-Louis de Poissy, 1548 zur Äbtissin von Le Paraclet bei Troyes ernannt, konnte das Amt nicht mehr antreten

    2. Gilles, 1527 Seigneur de Limeuil, 1566 bezeugt; ⚭ 1527 Marie de La Cropte, Dame de Lanquais, 1571 bezeugt, Erbtochter von Bertrand, Seigneur de Lanquais, und Jeanne d’Abzac
      1. Galliot, † 1591, Seigneur de Limeuil et de Lanquais
      2. Charles, ermordet 1580
      3. Jacques, † vor 1591, Seigneur de Fleurac
      4. Antoine, X 1566 auf Malta, 1557 Malteserordensritter
      5. Isabeau († 25. März 1609), Mätresse von Claude d’Aumale, Florimond II. Robertet und Louis I. de Bourbon, Prince de Condé; ⚭ Scipione Sardini (1526–1608), Vicomte de Buzancy, Baron de Chaumont
      6. Philippe, † 1583; ⚭ 1565 Antoine, Baron de Roquefeuil, † 1586
      7. Antoinette, † 1608; ⚭ (1) 1570 Jean d’Avaugour, Seigneur de Courtalain, † 1573; ⚭ (2) 1574 Charles Robert de La Marck, Comte de Maulévrier, 1594 Comte de Braine, † 1622 (Haus Mark)
      8. Marguerite; ⚭ (1) 1575 Jean d’Aubusson, Seigneur de Villac
      9. Madeleine; ⚭ vor 1563 Jean de Mellet de Fayolle, Seigneur de Neuvic etc., † vor 1574

    3. Marguerite; ⚭ 1514 Pierre, Baron de Castelnau et de Clermont-Lodève
    4. Anne, 1515 Nonne in Fieux-en-Quercy

  6. Antoine Raymond der Jüngere, * 1471, † nach 1524, Baron de Murat, de Quaires, de Saint-Exupéry etc.; ⚭ Marie Motier de La Fayette, † nach 1578, Tochter von Antoine Motier de La Fayette und Marguerite de Rouville – Nachkommen: die Barone von Murat, † 1896
  7. Anne; ⚭ Jacques de Lomagne, Seigneur de Fimarçon, Vicomte de Couserans
  8. Marguerite; ⚭ Jean de Talleyrand, Seigneur de Grignaud, Prince de Chalais, Vicomte de Fronsac (Talleyrand-Périgord)
  9. Isabeau und Louise, 1470 bezeugt, Nonnen zu Prouille
  10. Gabrielle, 1485 bezeugt, Nonne zu Fieux-en-Quercy
  11. Catherine; ⚭ Antoine de Pompadour, Seigneur de Laurière
  12. Françoise, * wohl 1573, 1529 bezeugt; ⚭ 1499 Jacques de Castelnau-Bretenoux, † vor 1529
  13. Marie; ⚭ (1) 1499 Jean Seigneur de Hautefort; ⚭ (2) Gabriel d’Escars, Seigneur de Saint-Bonnet etc.

### Die Herzöge von Bouillon, Albret und Château-Thierry
1. Henri, * 1555, † 1623, 1557 Vicomte de Turenne, de Castillon, 1591 Vicomte de Lanquais, Comte de Montfort etc., 1594 souveräner 5. Herzog von Bouillon, 4, Fürst von Sedan, 1592 Marschall von Frankreich; ⚭ 1591 Charlotte de La Marck, * 1574, † 1594, 1588 4. Souveräne Herzogin von Bouillon, 3. Fürstin von Sedan, Comtesse de Braine et d’Albon, Tochter von Henri-Robert de La Marck, 2. souveräner Herzog von Bouillon, 1. Fürst von Sedan etc.; ⚭ (2) 1595 Elisabeth, Prinzessin von Nassau-Oranien, * 1577, † 1642, Tochter von Wilhelm I. der Schweiger, Graf von Nassau, Fürst von Oranien, Statthalter der Niederlande (Haus Nassau), und Charlotte de Bourbon-Montpensier – Vorfahren: siehe oben
  1. (1) Sohn, *u.† 1594
  2. (2) Louise, * 1596, † 1607
  3. (2) Marie, * 1599/1600, † 1665; ⚭ 1619 Henri de La Trémoille, 3. Duc de Thouars, Pair de France, † 1674 (Haus La Trémoille)
  4. (2) Julienne Catherine, * 1604, † 1638; ⚭ François I. de La Rochefoucauld, Comte de Roucy, † 1680 (Haus La Rochefoucauld)
  5. (2) Frédéric Maurice, * 1605, † 1652, 1623 6. Herzog von Bouillon, 5. Fürst von Sedan (uxor nomine), Vicomte de Turenne, de Castillon, et de Lauquais, Comte de Montfort, 1651 (französischer) Duc d’Albret et de Château-Thierry, Comte d’Auvergne, d’Évreux et de Beaumont-le-Roger; ⚭ 1634 Éléonore Catherine Fébronie de Wassenaer de Bergh, * 1613, † 1657, Tochter von Graf Friedrich IV. von dem Bergh (Bergh (Adelsgeschlecht))
    1. Elisabeth, * 1635, † 1680; ⚭ 1656 Charles de Lorraine, 3. Duc d’Elbeuf, 8. Duc de Guise, Pair de France, † 1692 (Haus Guise)
    2. Godefroy Maurice,* 1636, † 1721, 1662 2. Duc d’Albret et de Château-Thierry, Comte d’Auvergne, d’Évreux, du Bas-Armagnac et de Beaumont-le-Roger etc., 1687 (unter französischer Oberhoheit) 7. Duc de Bouillon, 1665 Pair de France; ⚭ 1662 Maria Anna Mancini, * 1649, † 1714, Tochter von Michele Lorenzo Mancini (Mazarin-Mancini)
      1. Louis, genannt le Prince de Turenne, * 1665, † 1692; ⚭ 1691 Anne Geneviève de Lévis-Ventadour, * 1673, † 1727, Erbtochter von Louis Charles de Lévis, 5. Duc de Ventadour, Pair de France (Haus Lévis), sie heiratete in zweiter Hercule Mériadec de Rohan, Duc de Rohan-Rohan, Pair de France, † 1749 (Haus Rohan)
      2. Marie Elisabeth, * 1666, † 1725
      3. Emmanuel Théodose, * 1668, † 1730, 1696 8. Herzog von Bouillon, 1721 3. Duc d’Albret et de Château-Thierry, Comte d’Auvergne, d’Évreux et de Beaumont-le-Roger, Vicomte de Turenne, Pair de France; ⚭ (1) 1696 Marie Armande Victoire de La Trémoille, * 1677, † 1717, Tochter von Charles Belgique Hollande de La Trémoille, 4. Duc de Thouars, Pair de France, 3. Duc de La Trémoille (Haus La Trémoille); ⚭ (2) 1718 Louise Françoise Angélique Le Tellier, * 1698, † 1719, Tochter von Louis François Le Tellier, marquis de Barbezieux, und Marie Thérèse Delphine d’Alègre (Le Tellier de Louvois); ⚭ (3) 1720 Anne Marie Christine de Simiane, * 1683, † 1722, Tochter von François Louis Claude Edmé de Simiane, Comte de Moncha, und Anne Thérèse de Simiane de Gordes; ⚭ (4) 1725 Louise Henriette Françoise Prinzessin von Lothringen-Harcourt, * 1707, † 1737, Tochter von Anne-Marie-Joseph de Lorraine Prince d‘Harcourt (Haus Guise)
        1. (1) Armande, * 1697, † 1717; ⚭ 1716 Louis de Melun, 8. Prince d’Épinoy, Duc de Joyeuse, Pair de France, † 1724 (Haus Melun
        2. (1) Marie Madeleine, * 1698, † 1699
        3. (1) Sohn, *u.† 1699
        4. (1) Godefroi Maurice, * 1701, † 1705, Prince de Turenne
        5. (1) Frédéric Maurice Casimir, * 1702, † 1723, Prince de Turenne; ⚭ 1723 Maria Karolina Sobieska, * 1697, † 1740, Tochter von Prinz Jakob Louis Heinrich Sobieski, sie heiratete in zweiter Ehe 1724 ihren Schwager Charles Godefroi de La Tour d’Auvergne, 9. Herzog von Bouillon (siehe unten)
        6. (1) Marie Hortense Victoire, * 1704; ⚭ 1725 Charles Armand René de La Trémoille, 6. Duc de Thouars, Pair de France, 5. Duc de La Trémoille, Marschall von Frankreich, † 1741 (Haus La Trémoille)
        7. (1) Charles Godefroi, * 1706, † 1771, 1730 9. Herzog von Bouillon, 4. Duc d’Albret et de Château-Thierry, Pair de France etc.; ⚭ 1724 Maria Karolina Sobieska, * 1697, † 1740, Tochter von Prinz Jakob Louis Heinrich Sobieski, Witwe von Frédéric Maurice Casimir de La Tour d’Auvergne, † 1723, Prince de Turenne (siehe oben)
          1. Godefroi Charles Henri, * 1728, † 1792, 1771–1791 10. Herzog von Bouillon, 5. Duc d’Albret et de Château-Thierry, Pair de France; ⚭ (1) 1743 Louise Henriette Gabrielle Prinzessin von Lothringen-Marsan, * 1718, † 1788, Tochter von Charles Henri von Lothringen, Prince de Pons (Haus Guise); ⚭ (2) 1789 NN de Bernstadt
            1. (1) Jacques Léopold Charles Godefroi, * 1746, † 1802, Titular-Herzog von Bouillon, 6. Duc d’Albret et de Château-Thierry; ⚭ 1766 Marie Hedwig Eleonore Prinzessin von Hessen-Rheinfels-Rotenburg, * 1743, † 1801, Tochter von Landgraf Konstantin (Haus Hessen)
            2. (1) Charles Louis Godefroi, genannt le Prince d’Auvergne, * 1749, † 1767
            3. (1) Louis Henri, genannt le Duc d’Albret, *u.† 1753
            4. (1) Tochter, *u.† 1756

          2. Marie Louise Henriette Jeanne, * 1725, † 1793; ⚭ 1743 Jules Hercule Mériadec de Rohan, 7. Duc de Montbazon, Pair de France, 8. Prince de Guéméné, † 1800 (Haus Rohan)

        8. (2) Godefroi Girauld, * 1719, † 1732
        9. (3) Anne Marie Louise, * 1722, † 1739; ⚭ 1734 Charles de Rohan, 4. Prince de Soubise, 2. Duc de Rohan-Rohan, Pair de France, Marschall von Frankreich, † 1787 (Haus Rohan)
        10. (4) Marie Sophie Charlotte, * 1729, † 1763; ⚭ 1745 Charles-Juste de Beauvau, 2. Prince de Beauvau-Craon, Reichsfürst, Grande von Spanien, Marschall von Frankreich, † 1793

      4. Eugène Maurice, * 1669, † 1772
      5. Tochter, * 1670
      6. Tochter, * 1671
      7. Frédéric Jules, genannt le Prince d’Auvergne, * 1672, † 1733; ⚭ 1720 Olive Catherine de Trantes, * 1688, † 1738, Tochter von Patrick de Trantes und Éléonore de Nagle-Monnanemie
        1. Marie Louise Adélaide, * 1721, † 1727
        2. Godefroi Jules, genannt le Comte de Château-Thierry, * 1720, † 1733
        3. Godefroi Charles Alexandre, genannt le Duc de Château-Thierry, * 1725, † 1733

      8. Henri Louis, genannt le Comte d’Évreux, * 1674, † 1753, Generalleutnant und Gouverneur von Île-de-France; ⚭ 1707 Marie Anne Crozat, * 1696, † 1729, Tochter von Antoine Crozat, Marquis de Chastel, und Marguerite Le Gendre
      9. Louise Julie, genannt la Mademoiselle de Château-Thierry, * 1679, † 1750; ⚭ 1698 François Armand de Rohan, genannt le Prince de Montbazon, † 1717 (Haus Rohan)

    3. Louise Charlotte, * 1638, † 1683
    4. Amélie, * 1640, † 1696, Nonne in Paris
    5. Frédéric Maurice, * 1642, † 1707, Comte d’Auvergne et d’Olliergues, Marquis de Lanquais; ⚭ (1) 1662 Henriette Franziska Prinzessin von Hohenzollern-Hechingen, * 1642, † 1698, 1672 Marquise von Bergen-op-Zoom, Tochter von Eitel Friedrich, Fürst von Hohenzollern-Hechingen (Haus Hohenzollern); ⚭ (2) 1699 Elisabeth von Wassenaer-Starrenburg, † 1704, Tochter von Peter von Wassenaer-Starrenburg und Anna von Aerssen
      1. (1) Sohn, * 1663, † 1664
      2. (1) Frédéric Godefroi, * 1664, † 1672/73
      3. (1) Elisabeth Éléonore, † 1746
      4. (1) Louise Émilie, * 1667, † 1737, Äbtissin von Saint-Remy-de-Villers-Cotterêts, Äbtissin von Montmartre
      5. (1) Marie Anne, * 1669, † 1700, Nonne in Paris
      6. (1) Emmanuel Maurice, * 1670, † 1702, Malteserordensritter
      7. (1) Henri Oswald, * 1671, † 1747, Erzbischof von Tours, Erzbischof von Vienne, 1737 Kardinal
      8. (1) François, genannt le Prince de Limeuil, * 1672, † klein
      9. (1) Henriette, * 1673, † klein
      10. (1) Louis Frédéric, * 1674, † klein
      11. (1) François Egon, genannt le Prince d’Auvergne, * 1675, † 1710, Marquis von Bergen-op-Zoom; ⚭ 1707 Marie Anne Prinzessin von Arenberg, * 1689, † 1736, Tochter von Philippe Charles François, 3. Herzog von Arenberg (Haus Arenberg)
        1. Marie Henriette, * 1708, † 1728, 1713 Marquise de Bergen-op-Zoom; ⚭ 1722 Johann Christian 1732 Pfalzgraf von Sulzbach, † 1733 (Haus Wittelsbach)

      12. Frédéric Constantin, genannt le Comte d’Olliergues, * 1682, † 1732, geistlich
      13. Thérèse Henriette, * 1683, † klein

    6. Emmanuel Théodose de La Tour d’Auvergne, * 1643, † 1715, 1669 Kardinal, Abt von Saint-Amand bei Valenciennes, Saint-Martin zu Pontoise, Saint-Vaast zu Saint-Omer, Tournus bei Cluny, Mont-Saint-Eloy, Saint-Ouen zu Rouen, Großalmosenier von Frankreich
    7. Hippolyte, * 1645, † 1704, Nonne in Paris
    8. Constantin Ignace, * 1646, † 1670, Malteserordensritter, General de Galeeren
    9. Henri Ignace, * 1650, † 1675, Malteserordensritter
    10. Mauricette Fébronie, * 1652, † 1706; ⚭ 1668 Maximilian Philipp Hieronymus, Herzog von Bayern, 1650 Landgraf von Leuchtenberg, † 1705 (Haus Wittelsbach)

  6. (2) Elisabeth, * 1606, † 1685; ⚭ Guy Aldonce de Durfort, Marquis de Duras, Comte de Rauzan, † 1665
  7. (2) Henriette Catherine; ⚭ Amaury III. Gouyon, Marquis de Moussaye, Comte de Quintin, † 1663
  8. (2) Henri, * 1611, † 1675, Vicomte de Turenne, Marschall von Frankreich; ⚭ 1651 Anne Nompar de Caumont, Dame de Savelles, * 1623, † 1666, Tochter von Armand Nompar de Caumont, 2. Duc de La Force, Pair de France, Marschall von Frankreich
  9. (2) Charlotte, † 1662
  10.  ? (unehelich, Mutter unbekannt) Henri Corret – Nachkomme: Olivier Corret; ⚭ Jeanne Lucrèce Salaün, deren Sohn: Théophile Malo Corret de la Tour d’Auvergne, * 1743, † 1800, le premier Grendier de France